# 敦謙沙洲
敦謙沙洲，南沙群島中的一個有領土爭議的沙洲。1974年，中華民國原本有軍隊駐守，在當年颱風經過之下，在中華民國軍隊為了躲避颱風警報撤回太平島時，越南派兵占領至今，越南當局將該沙洲改稱「山歌島」（越南语：／），外文資料稱作“Sand Cay”。目前由越南實際控制，但目前中華民國與中華人民共和國都聲稱對此島擁有主權。

## 名稱來源
中國漁民向來稱為馬東、黄山馬東。目前名稱是以1946年中華民國海軍派往接收南沙群島的中業艦艦長李敦謙而命名的。

## 歷史
- 1935年，中華民國水陸地圖審查委員會佈的名稱為「沙島」。[1]
- 1939年，日本佔領南沙群島，把南沙群島為命名為「新南群島」，並把敦謙沙洲命名為「北小島」。[2]
- 1946年和1983年，中華民國公佈名稱為「敦謙沙洲」。[1]
- 1974年，中華民國原本有軍隊駐守，但越南共和國在中華民國軍隊躲避颱風警報撤回太平島時派兵占領，1975年北越攻滅南越，1976年兩越統一後新成立的越南社會主義共和國繼續控制至今[3]。

## 地理位置

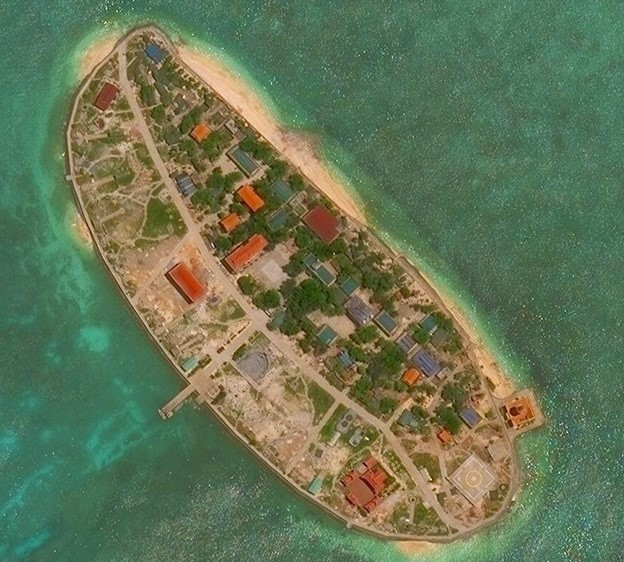
敦謙沙洲（2020年）

位於太平島東方約7.1海浬（約13公里），西距中洲礁約4海浬（約7公里）。

## 地質地形
- 長約500米、寬約300米，面積約0.1平方公里。海拔2.5～4.6米。
- 實為一圓形沙島，周圍珊瑚礁環繞。
- 與中洲島之間有一條水深約10～18米的水道。

## 生態資源
洲上有4～5米高樹木，並覆蓋著灌木等熱帶植物。

## 外部連結
- 敦謙沙洲 （页面存档备份，存于） Google Maps